# Torrent de la Fàbrega (Navars)
El Torrent de la Fàbrega o Rasa de la Fàbrega, que en el seu primer tram també rep la denominació de Riera de Vallbona, és un afluent per la dreta del Cardener.
Neix al vessant nord del mont Comabella, a llevant de Fontelles del Mas (municipi de Cardona) i desguassa al Cardener a uns 870 m, aigües amunt del Palà de Torroella. El curs del Torrent de la Fàbrega transcorre pels municipis de Cardona i Navars. La xarxa hidrogràfica del Torrent de la Fàbrega està constituïda per sis cursos fluvials que sumen una longitud total de 6.403 m.